# ボーラ (武器)

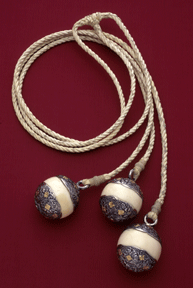
ボーラ

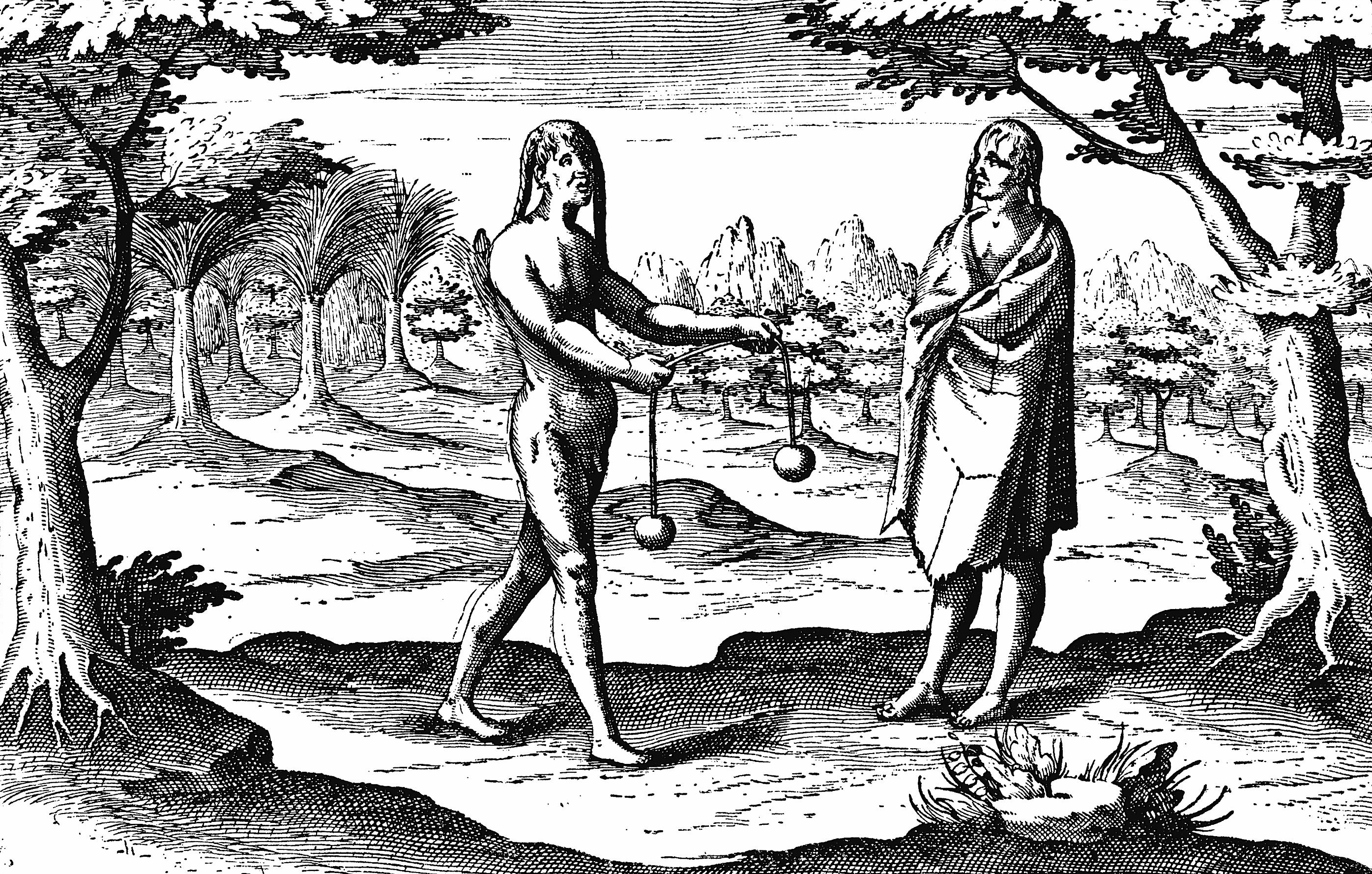
ボーラを持つインディオ（南米・1603年）

ボーラ（分銅）は、複数のロープの先端に球状のおもりを取り付けた狩猟用アイテム、もしくは投擲武器。2個あるいは3個の丸石または青銅など金属球またはゴムや木の錘を、革紐やロープや鎖やワイヤーなどで繋ぎ、3個の場合は同じ長さの紐で三つ又になるように作る。おもりが石の場合は、皮でくるんで紐を結びつけることもある。狩猟用の物はさらに投網のように均等に分散した捕獲率向上効果を狙い5個 - 12個と複数の錘を付けるものもある。

## アジア
東南アジアが発祥とされる。
日本ではボーラに類似した武器として、分銅鎖、微塵がある。

## 北アメリカ
エスキモーも使用する。イヌイットのボーラは主に野鳥を捕獲することを目的としている。小形動物（鳥類）の狩猟用はケラウイタウティン（イヌピアック語: kelauĭtau´tĭn, qiḷamitautit）と呼ばれる。アレウト族も従来よりボーラを使用する。

## 南アメリカ
また南米パンパス地帯（アルゼンチン等）の先住民（テウェルチェ族やプウェルチェ族等）もアメリカダチョウ（レア属）やラクダ科のグアナコなどの狩猟目的で使用していた。
南米パタゴニア（アルゼンチン・チリ）では2つ球のボーラをソマイ、3つ球のボーラをアチコと呼んでいる。グランチャコ地域のアビポネ族も使用する。南米ペルーのチムー王国やインカ帝国の例もある。インカでは遠戦の主力武器だった。スペイン人がヨーロッパから持ち込んだ馬が野馬となって数が増えるとそれらを狩る際にもに石3個のボーラが用いられるようになった。ウルグアイやブラジル南部の先住民も使いこなし、そのうちのチャルーア族も、太古より1球式ボーラを使用していたが、スペインによる征服後は周囲文化の2・3球式を導入して使うようになった。
また、牧畜に従事したガウチョ達は、開拓時代には先住民との戦いにおいて、のちには内戦の際に、武器や兵器として使用した。近年のガウチョたちも、ボーラでアメリカダチョウ狩りの遊戯に興じている。

## 使用方法
ロープの中心を持ち、頭上で振り回して十分に加速が付いたところでロープを放し、標的に投げ付ける。投擲されたボーラは錘の重量と遠心力で広がった状態で回転しながら飛び、標的の脚（鳥類捕獲であれば翼と胴）の二本に絡み付き、歩行(飛行)を妨げ捕獲する。頭や胴に命中した場合も、錘の重量と回転が十分な衝撃となる。狩猟目的ではない武器としてはこの用法が主となる。また、投擲武器としてではなく、ロープを持ったまま錘を回転させて相手に叩き付ける打撃武器としても使われる。

## 創作物の中での使用例
- 漫画『MASTERキートン』では元SASのサバイバル教官の主人公が何度か即席のボーラを作って使用している。
- TVアニメ『科学忍者隊ガッチャマン』に登場する科学忍者隊員の一人、燕（つばくろ）の甚平/G-4号は、伊賀忍者一族の末裔を自称し、敵組織ギャラクターの隊員たちを次々と倒しまくるシーンで、特殊なアメリカンクラッカーをボーラのように使っているが、錘は2つである。
- TVアニメ『名犬ジョリィ』40話『ボーレアドーラの恐怖』において、ジョリィを捕獲するために使われている。
- TVアニメ『家族ロビンソン漂流記 ふしぎな島のフローネ』40話において、アボリジニの少年タムタムがアホウドリの生け捕りに使用している。
- 映画『ポリスアカデミーシリーズ』の『ポリスアカデミー6/バトルロイヤル』で、銃マニアの警官ユージン・タックルベリーに対して、激しい銃撃戦の末に追い詰められた犯人が、銃を投げ出して「丸腰の者に対して銃は使えないだろう」と言い放って走り去ろうとするシーンで、タックルベリーは犯人の言葉に惑わされることなく、銃をボーラに持ち替えて投げつけ、見事足に絡みつかせて逮捕している。
- ゲーム『ガンスリンガーストラトス』ではボーラランチャーの弾として用いられる。
- 漫画『いただきっ春平!!』では主人公の春平が愛用するアイテムとして登場。
- 漫画『アルスラーン戦記』では、ナルサスの従者エラムが敵の乗る馬に絡みつかせ、敵を落馬させている。
- ゲーム『DEATH STRANDING』では縄を発射し敵を拘束できるボーラガンが登場する。
- ゲーム『Ever Oasis 精霊とタネビトの蜃気楼』では武器種の一つとしてボーラが登場するが、仕様としてはブーメランの方が近い。
- TVアニメ『忍たま乱太郎』では「微塵」が竹谷八左ヱ門の得意武器として登場している。
- 『クイーンズブレイド』シリーズにおいて戦闘教官アレインの使用武器として設定されている。また同キャラクターのゲームブックにおいても「ボーラを投げる」コマンドが存在する。